# Скрупул
Скрупул (лат. scrupulum, від лат. scrupulus — маленький гострий камінчик) — антична міра.
1. Одиниця площі — скрупул рівний 1/288 югера (бл. 8.7 м²).
2. Одиниця часу — еквівалентний 1/24 години.
3. Одиниця ваги — у Стародавньому Римі скрупул дорівнював 1/24 частини унції або 1/288 частини лібри (що відповідає 1,137 г). У скрупулах зазвичай вимірювалась вага римських срібних монет (вага сестерцій — 1 скрупул, вага денарія — 4 скрупули і т. д.)

Скрупулом також називалася аптечна одиниця вимірювання маси та об'єму, яка однак вийшла вже з ужитку, що дорівнювала 20 гран або 1/3 драхми . У англійській системі мір 1 скрупул = 1,295 978 196 048 120 г.
У українській мові збереглося утворене від скрупула слово скрупульозність, що означає точність і акуратність.

## Див.також
- Стародавні одиниці вимірювання